# Eisenstern
In der Astronomie ist ein Eisenstern ein hypothetischer, kompakter Stern, der im Universum in extrem ferner Zukunft, etwa nach 101500 Jahren, entstehen könnte.
Unabhängig davon werden auch Sterne, in deren Spektren die Emissionslinien des Eisens anomal stark auftreten, als Eisensterne bezeichnet.

## Entstehung
Aufgrund von kalter Fusion durch den Tunneleffekt, sogenannter pyknonuklearer Fusion, werden nach extrem langen Zeiträumen alle leichten Atomkerne normaler Materie zu Eisen-56-Kernen. Kernspaltung und Alpha-Partikel-Emission werden dann alle schwereren Teilchen zu Eisen umwandeln. Dies führt dazu, dass sogar Objekte von stellarer Masse zu kalten Sphären aus Eisen werden.
Schwarze Zwerge werden nach extrem langen Zeiträumen von 101100 bis 1032.000 Jahren zu Eisensternen.

## Kollaps
In einem Eisenstern können keine nuklearen Fusions- oder Spaltungsprozesse mehr stattfinden, da diese mehr Energie erfordern würden, als sie freisetzen könnten. Jedoch befindet er sich deswegen noch keinesfalls im Zustand seiner niedrigsten Energie (vgl. Zweiter Hauptsatz der Thermodynamik). Sofern nicht Einflüsse von außen auf diesen Stern einwirken, könnte sich demzufolge ein Eisenstern über extrem lange Zeiträume durch den Tunneleffekt zu einem Neutronenstern oder einem Schwarzen Loch umwandeln. Die Zeitspanne, die für den Kollaps eines Eisensterns zu einem Neutronenstern angenommen wird, beträgt etwa 101076 Jahre (eine 1 gefolgt von 1076 Nullen). Für den Kollaps zu einem Schwarzen Loch werden 101026 Jahre (eine 1 gefolgt von 1026 Nullen) vermutet. Bei einem derartigen Kollaps würde über einen kurzen Zeitraum eine sehr hohe Menge Energie emittiert werden. Dadurch würden große Mengen von Eisenatomen durch nun einsetzende Kernspaltungs- oder Fusionsprozesse wieder in Atome anderer Elemente umgewandelt und in den umgebenden Weltraum geschleudert werden.

## Sonstiges
Die Entstehung solcher Sterne wird jedoch nur unter der Voraussetzung stattfinden, dass es keinen Protonenzerfall gibt.
Obwohl die Oberflächen von Neutronensternen aus Eisen bestehen, werden diese nicht als Eisensterne klassifiziert.
Im Rahmen der Steady-State-Theorie wurde vermutet, dass auch die Milchstraße Eisensterne enthalten könnte. Ein entsprechender Nachweis konnte allerdings bisher nicht erbracht werden.